# تار و پود

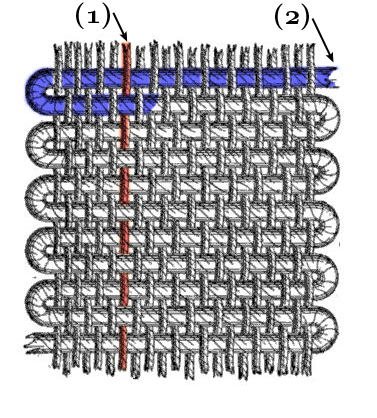
تار (سرخ) و پود (آبی)

تار و پود (به انگلیسی: warp and weft) اشاره به ساختار نخ‌های پارچه دارد. پارچه حاصل کشیدن نخ یا ریسمان به دور نخی دیگر است. پود رشته‌ای است که در پهنای پارچه یا بافته‌های دیگر مانند فرش استفاده می‌شود، و تار در درازای آن‌ها است.
معمولاً پود از نخ یا رشته تنیده‌شده ساخته می‌شود. از الیاف اصلی مورد استفاده در پود می‌توان به پشم، کتان یا پنبه اشاره کرد. امروزه، الیاف ساختهٔ دست انسان اغلب در بافت‌ها استفاده می‌شود.

## استفاده استعاری
بیان "پود و تار" (همچنین "تار و پود") گاهی اوقات استعاره از بنیان چیزی دارد. برای نمونه: "از تار و پود زندگی کسی خبر داشتن" به معنی از بنیان و جزئیات زندگی کسی خبر داشتن است.

## در شعر و ادبیات فارسی
در ادبیات فارسی معمولاً از تار و پود همان استفادهٔ استعاره‌ای مدنظر بوده‌است و استفاده از معنای نزدیک آن کمتر مورد توجه بوده‌است.
فردوسی می‌گوید:
| بیامُختشان رشتن و تافتن |  | به تار اندرون پود را بافتن |

## در قالی‌بافی
اصطلاح تار یا چلهاین اصطلاح در صنعت قالیبافی زیاد شنیده شده‌است. تار، نخ‌هایی هستند نازک، چند لا شده و پر پیچ و تاب که معمولاً از جنس پنبه بوده و برای بافت فرش بایستی بر روی دار به‌طور عمودی نصب گردند و وظیفه آن نگهداری گره‌های فرش می‌باشند. جنس چله‌ها برای فرش‌های ریزبافت به منظور برخورداری از استحکام لازم، ابریشمی انتخاب می‌شوند و در فرش‌های بافت مناطق عشایری و روستایی جنس چله‌ها را به جهت مقاومت بیشتر در برابر سرما و رطوبت و همچنین ایجاد نرمی و انعطاف لازم در فرش که برای کوچ کردن امری ضروری است از پشم انتخاب می‌کنند.

#### اصطلاح پود
پودها نیز معمولاً از جنس پنبه‌اند و به صورت افقی در بافت فرش استفاده می‌شوند و وظیفهٔ آن نگهداری چله‌ها در کنار یکدیگر است؛ پودها را معمولاً به جهت رویت بهتر (در لابلای چله‌ها) و رفع جمع‌شدگی رنگ می‌کنند که این رنگرزی نیز به دلیل مقرون به صرف بودن و آسان‌تر بودن با نیل صورت می‌پذیرد. پودها بسته به محل عبور آن‌ها از بالا یا زیر ضربدری یا ضخامت آن‌ها به انواع مختلفی تقسیم می‌شوند.